# Tennistavolo ai XX Giochi dei piccoli stati d'Europa
Le competizioni di tennistavolo ai XX Giochi dei piccoli stati d'Europa si sono svolte dal 27 al 30 maggio 2025 ad Andorra la Vella.

## Podi

### Uomini
| Evento         | Oro             | Argento      | Bronzo                       |
| Singolare      | Luka Mladenovic | Felix Wetzel | Sharpeel Elia Marios Yiangou |
| Doppio         | Lussemburgo     | Cipro        | Malta San Marino             |
| Gara a squadre | Malta           | Lussemburgo  | Cipro San Marino             |

### Donne
| Evento         | Oro            | Argento              | Bronzo                         |
| Singolare      | Sarah De Nutte | Maria-Carmelia Iacob | Georgia Avraam Enisa Sadikovic |
| Doppio         | Malta          | Cipro                | Lussemburgo San Marino         |
| Gara a squadre | Lussemburgo    | Malta                | Cipro San Marino               |

## Medagliere
| Pos.   | Paese       | Oro | Argento | Bronzo | Totale |
| ------ | ----------- | --- | ------- | ------ | ------ |
| 1      | Lussemburgo | 4   | 1       | 2      | 6      |
| 2      | Malta       | 2   | 3       | 1      | 6      |
| 3      | Cipro       | 0   | 2       | 5      | 3      |
| 4      | San Marino  | 0   | 0       | 4      | 4      |
| Totale | Totale      | 6   | 6       | 12     | 24     |